# Sommauthe
 Sommauthe  es una población y comuna francesa, en la región de Champaña-Ardenas, departamento de Ardenas, en el distrito de Vouziers y cantón de Buzancy.
Está integrada en la Communauté de communes de l'Argonne Ardennaise.

## Demografía
| 421 | 465 | 449 | 443 | 417 | 452 | 435 | 480 | lac. | lac. | 510 | 458 | 453 | 465 | 459 | 445 | 421 | 352 | 347 | 328 | 229 | 219 | 180 | 180 | 117 | 151 | 152 | 178 | 186 | 157 | 138 | 109 | 112 | 116 |
| Para los censos de 1962 a 1999 la población legal corresponde a la población sin duplicidades (Fuente: INSEE [Consultar]) |     |     |     |     |     |     |     |      |      |     |     |     |     |     |     |     |     |     |     |     |     |     |     |     |     |     |     |     |     |     |     |     |     |